# Лучанки
Лучанки́ (укр. Лучанки) — село на Украине, основано в 1768 году, находится в Овручском районе Житомирской области.
Код КОАТУУ — 1824284301. Население по переписи 2001 года составляет 545 человек. Почтовый индекс — 11120. Телефонный код — 4148. Занимает площадь 3,768 км².

## История
По уточнённым данным, первое письменное упоминание о селе Лучанки относится к 18 января 1620 года, как имении бортном панов Невмирицких над реками Словечна и Рудница под названием Лядо Лучанки («Lado Lu[c]zayki»), начало колонизации которого Сидковичами Невмирицкими было положено ещё в 1581 году. В объявлении панов Левковских от 18 декабря 1649 года грунты Невмержицкие названы граничащими с землями Левковских в районе Чёрного Острова и речки Роговки. В «Положение позвов от их милостей панов Стецких по велебных их милостей Кнегининских и иных Року 1712 месяца марта 13 дня» паны Стецкие, а в «Положенье позову его милости пана Левковского по их милостей панов Невмирицких Року 1712 месяца июля 11 дня» пан Миколай Левковский судились среди прочих и с «дедичем» села Лучанок — Стефаном Лученком Невмирицким. А 29 мая 1723 года шляхтичи Андрей Гельяшевич Левковский и Невмирицкие жаловались в Киевский гродский суд о присвоении себе владельцем села Лучанок, дворянином Стефаном Лученком-Невмирицким земельных и лесных участков в имении Невмирицком, находящемся в их совместном владении. Тот же Стефан Лучанок Невмирицкий из рода Сидковичей-Невмирицких 28 мая 1728 года выступает стороной судебного спора через Коронный Трибунал Люблинский. Согласно генеральному описанию церквей (костёлов) Овручского уезда от 1784 года, «в Лученках домов согласно исповеди 10, лиц способных к исповеди 32, неспособных 19. Способные все исповеданы в Пасхальную исповедь». Согласно визитации Левковской церкви от 12 октября 1821 года, подписанной ксендзом Леоном Корчак Загоровским, в Лучанках было прихожан дворов 20.

## Адрес местного совета
11120, Житомирская область, Овручский район, с. Лучанки